# Frederick Calvert
Frederick Calvert (Epsom, 6 januari 1731 - Napels, 4 september 1771) was een Engels edelman en de laatste in de lijn van de Barons of Baltimore. Alhoewel hij bijna feodale macht uitoefende in de provincie Maryland, zette hij nooit één stap in de kolonie. In tegenstelling tot zijn vader nam hij weinig interesse in de politiek en de behandeling van zijn landgoederen, waaronder Maryland. Hij behandelde ze grotendeels als bronnen van inkomsten ter ondersteuning van zijn extravagante en vaak schandalige levensstijl.
In 1768 werd hij beschuldigd van ontvoering en verkrachting door Sarah Woodcock, een bekende schoonheid die een modiste (hoedenzaak) bij Tower Hill hield. De jury sprak Calvert vrij, maar hij verliet Engeland kort daarna. Hij herstelde nooit van zijn publieke vernedering tijdens het proces. Achtervolgd door kritiek en zijn slechte gezondheid, werd hij in 1771 ernstig ziek. Hij overleed op 39-jarige leeftijd.
- Gemeinsame Normdatei: 1016431147
- International Standard Name Identifier: 0000 0001 0962 5566
- Library of Congress Control Number: n83238523
- Nationale Bibliotheek van Tsjechië: mzk2009532755
- Nederlandse Thesaurus van Auteursnamen: 333886283
- SNAC: w6tj0vsf
- Trove: 852773
- Virtual International Authority File: 29889230
- WorldCat: E39PBJjddk6mybK7KmBQBwCxXd